# Bisbat de Verona

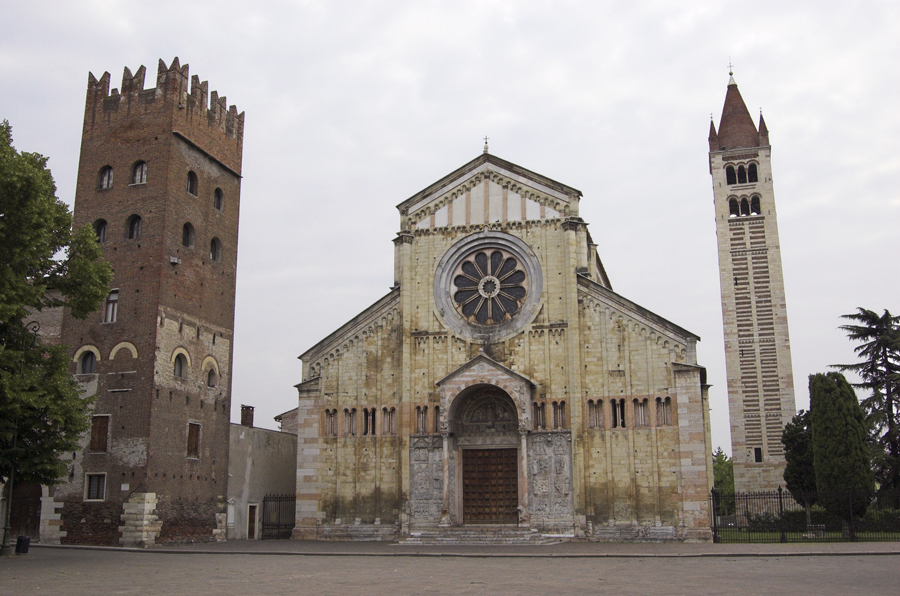
La basílica de San Zeno a Verona

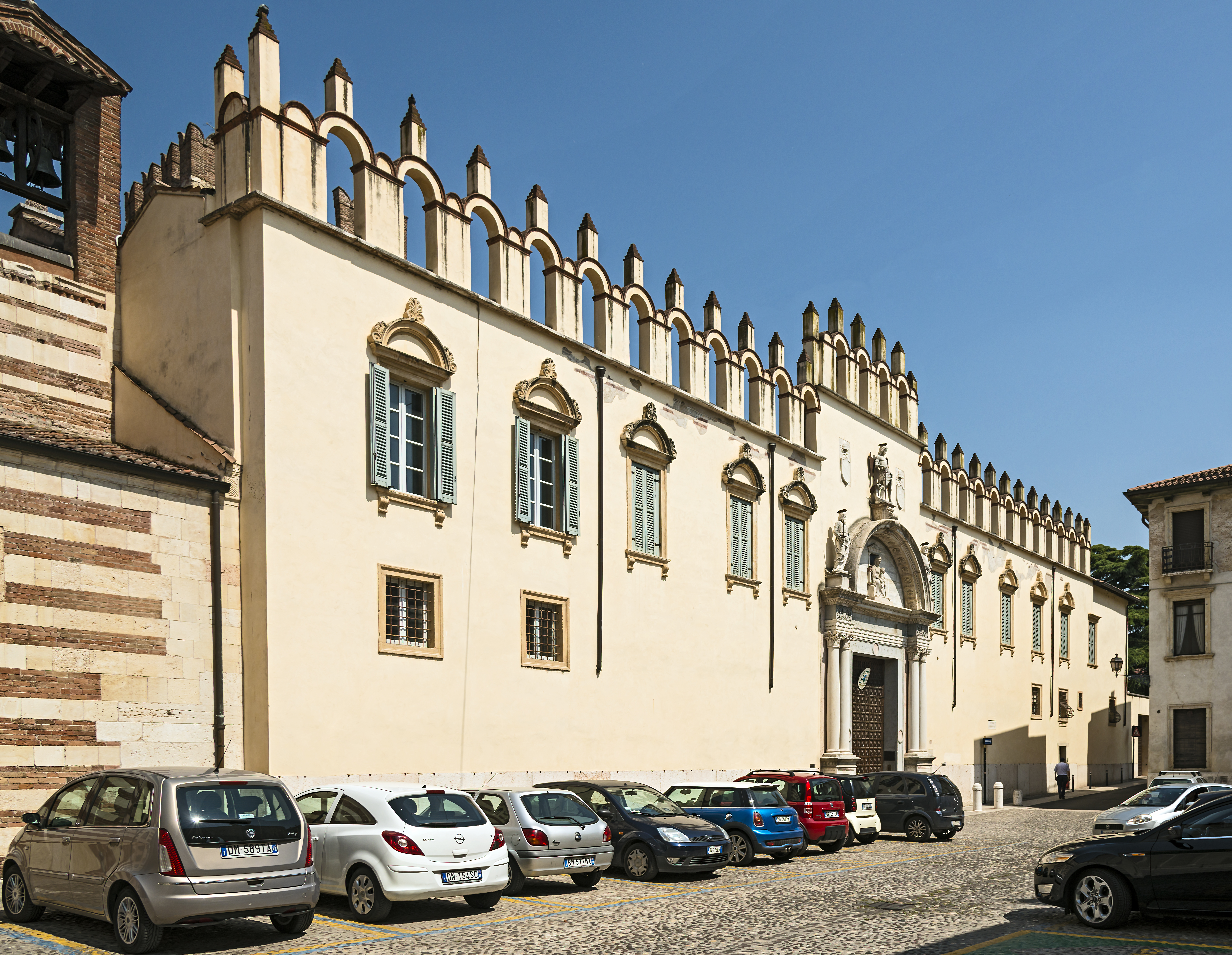
La façana del palau episcopal de Verona

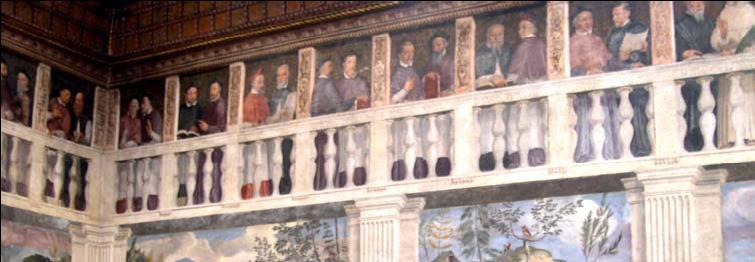
Una sèrie de retrats, obra de Domenico Riccio, dels bisbes de Verona, des d'Euprepius i fins al cardenal Agostino Valerio. Palau episcopal de Verona.

El bisbat de Verona (italià: diocesi di Verona; llatí: Dioecesis Veronensis) és una seu de l'Església catòlica, sufragània del Patriarcat de Venècia, que pertany a la regió eclesiàstica Triveneto. El 2010 tenia 843.229 batejats d'un total de 923.830 habitants. Actualment està regida pel bisbe Giuseppe Zenti.

## Territori
La diòcesi comprèn la major part de la província de Verona i una petita part de la província de Brescia (la zona sud i sud-oest del llac de Garda); a més d'una parròquia que es troba a la província de Rovigo. Limita al nord amb l'arxidiòcesi de Trento, a est amb la diòcesi de Vicenza, al sud amb les diòcesis de Pàdua i d'Adria-Rovigo, i a oest amb les de Màntua i de Brescia.
La seu episcopal és la ciutat de Verona, on es troba la catedral de Santa Maria Matricolare.
El territori està dividit en 381 parròquies, agrupades en 18 arxiprestat: Verona centro, Verona nord-ovest, Verona nord-est, Verona sud, Cadidavid, Lago veronese, Lago bresciano, Caprino, Valpolicella, Valpantena-Lessinia centrale, Val d'Illasi, Bussolengo, Villafranca, Soave-San Martino, Ronco, Bovolone-Cerea, Isola della Scala-Nogara i Legnago.

## Història

### Orígens de la diòcesi
Els orígens de l'Església a Verona són coneguts gràcies al Carmen Pipinianum del segle ix, que inclou una llista dels primers vuit bisbes, des de sant Euprepio de Verona a sant Zeno, que va morir entre el 372 i el 380, que, segons la tradició, «reduxit Veronam ad baptismum». És de destacar també la famosa Pianeta de Ravenna (anomenat Velo di Classe), en el qual no només apareixen els bisbes de Verona, sinó també sants i bisbes d'altres diòcesis, venerats a Verona al segle ix. Segons Lanzoni, aquests dos documents transmeten un catàleg dels bisbes que, «atesa l'antiguitat dels mateixos, derivats dels díptics, com a intactes i genuïns.» El primer bisbe històricament documentat és Lucillo, el sisè del catàleg, que va participar en el Concili de Sardica del 342/343.
L'episcopat d'Euprepio apareix no es col·loca abans del període temporal de la pau donada a l'Església sota l'emperador Gal·liè (260). Al mateix Carmen s'esmenten Sant Fermo i sant Rustico, martiritzats a Verona, probablement en temps de l'emperador Maximià. L'existència de Sant Zeno, que va ser contemporani de sant Ambròs de Milà i autor d'una sèrie d'escrits religiosos, està històricament testificada per documents antics. També sabem que en l'època de Sant Zeno, el paganisme estava encara profundament arrelat a Verona, especialment al camp. Després del bisbe Siagrius, la diòcesi de Verona va passar a dependre de la metròpoli de Milà a la d'Aquileia.

### Edat mitjana
Ratoldo, bisbe a principis del segle ix, imposà la vida comunitària als canònica (806) i reorganitzat el clergat. Entre els mestres de la seva escola estava el diaca Pacifico, un gran coneixedor del grec i hebreu. Raterio (meitat del segle x) va ser en canvi un autor distingit, que afavorí l'aprenentatge i la fundació de l'escola de la catedral.
El papa Luci III va morir a Verona el 1183 després de reunir-se a la ciutat amb Frederic Barbarroja i d'haver celebrat un sínode, durant l'episcopat d'Ognibene, canonista conegut. També a Verona es va dur a terme el conclave que va triar a Urbà III, que va passar la major part del seu curt pontificat a Verona.
En aquest mateix període, durant l'episcopat del cardenal Adelardo, la ciutat de Verona es dividí en parròquies. El 1336 el nombre de parròquies de la ciutat era de 52.
Al segle xiii, els bisbes de Iacopo di Braganze i Gerardo Cossadoca van ser exiliats per Ezzelino da Romano. Fins i tot el bisbe Manfredo Roberti va patir insults i persecució per part dels gibel·lins. En 1276 es va celebrar un sínode contra els càtars, que eren molts, fins i tot entre el clergat. Una mica més de vint anys abans que fos assassinat (1252) i canonitzat (1253) Pere de Verona, un inquisidor dominic Verona que havia portat amb energia la repressió de l'heretgia.
El 1338 el bisbe Bartolomeo della Scala va ser assassinat pel seu nebot Mastino, Senyor de Verona. Això va comportar que Benet XII revoqués a la família della Scala el privilegi de nomenar bisbes. Al mateix segle el bisbe Pietro della Scala va tractar en va de portar els canonges que van obeir el patriarca d'Aquilea sota el control del seu bisbe. No obstant això, quan els Visconti van conquerir Verona, el bisbe Pietro va ser desterrat.
Al segle xv el bisbe Francesco Condulmer va instituir una escola d'acòlits per donar prestigi al culte i capacitació al clergat. La nova escola reemplaçà la vella escola de la catedral, que s'havia retirat amb l'establiment de la universitat. Cap al final del segle, el cardenal Giovanni Michiel va restaurar la catedral i el palau episcopal.

### Època moderna
En 1751 la supressió del Patriarcat d'Aquilea, de la que sempre havia depès Verona, va posar fi a les disputes entre el bisbe i els canonges, que fins llavors havien estat subjectes al Patriarca. Simultàniament Verona va esdevenir sufragània de l'arxidiòcesi d'Udine.
L'1 de maig de 1818, en virtut de la butlla De salute Dominici gregis del Papa Pius VII, Udine va esdevenir un simple bisbat i Verona va esdevenir sufragània de la seu metropolitana de Venècia.
Al segle xix es va ser fundar a Verona la Congregació dels Estigmatins. Al mateix segle també va ser molt important per a l'activitat de Sant Daniel Comboni, que va fundar un institut missioner a Verona i després una congregació religiosa dedicada a les missions a l'Àfrica. L'institut Comboni té els seus orígens en una institució existent fundada pel Pare Nicolás Mazza.
En 2006 Verona acullí el IV Congrés Nacional i va ser visitada per Papa Benet XVI.

## Cronologia episcopal
- Sant'Euprepio † (primera meitat del segle iii)
- San Dimitriano †
- San Simplicio †
- San Procolo †
- San Saturnino †
- San Lucillo † (inicis de 342/343 - finals de 356, aproximadament)[3]
- San Cricino †
- San Zeno † (de desembre de 362 - vers 372/380 mort)
- Agapito †
- Lucio ? †
- Siagrio † (citat el 380 aproximadament)
- Lupicino †
- Petronio †
- Innocenzo ? †
- Montano †
- Germano †
- San Felice †
- San Silvino †
- San Teodoro †
- Concesso I †
- San Valente † (5 de novembre de 522 - 24 de juliol de 531 mort)[4]
- Verecondo †
- San Senatore †
- Solazio † (citat el 571/577)
- Iuniore † (citat el 589/590)
- Pietro †
- Concesso II †
- Mauro †
- Romano †
- Arborio †
- Clemente †
- Modesto †
- Domenico † (vers 712 - vers 744)
- Andrea †
- Sigiberto † (citat el 744)[5]
- Biagio † (? - 22 de juny de 750 mort)
- Sant'Annone † (vers 758 - 13 de maig de 760 mort)
- Loterio † (760 - ?)
- Aldo † (citat el 780 aproximadament)
- Egino, O.S.B. † (796 - 799 renuncià)
- Ratoldo, O.S.B. † (799 - 840 renuncià)
- Notingo † (840 - 844 nomenat bisbe de Brescia)
- Agino † (844 - 844 mort)
- Bilongo † (inicis de 847 - finals de 849)
- Landerico † (citat el 853)
- Audone †
- Ardacario † (citat el 865)
- Astolfo † (citat el 866)
- Adalardo † (875 - 911)
- Nokterio † (911 - 928 mort)
- Elduino, O.S.B. † (928 - juny de 932 nomenat arquebisbe de Milà)
- Raterio, O.S.B. † (juliol de 932 - 968 renuncià)[6]
  - Manasse † (935 - 946) (il·legítim)
  - Milone † (950 o 951 - 961) (il·legítim)
- Milone † (968 - 980 o 981) (per segon cop)
- Ilderico † (inicis de 983 - finals de 988)
- Otberto † (inicis de 990 - finals de 1008)
- Ildebrando o Witprando † (inicis de 1013 - finals de 1014)
- Giovanni † (inicis de 1016 - 12 d'octubre de 1037 mort)
- Gualtiero † (1037 - 1055 mort)
- Tebaldo I † (inicis de 1058 - finals de 1060)
- Adalberto † (1063 - 1069 o 1070 mort)
- Usuardo † (1070 - 1073 mort)
- Bruno † (1073 - 1083 mort)
- Sigebodo † (1083 - 1094 mort)
- Valbruno † (1094 - 1100)
- Valfredo † (1100 - 1102)
- Bertoldo † (1102 - 1108)
- Arnolfo Zuffetto † (1109 - 1111)
- Uberto † (1111 - 1116)
- Berno † (1117 - vers 1122 mort)
- Bernardo † (1123 - 15 de novembre de 1135 mort)
- Tebaldo II o Teobaldo † (15 de novembre de 1135 - 10 de maig de 1157 mort)
- Ognibene † (10 de maig de 1157 - 22 d'octubre de 1185 mort)
- Riprando † (1185 - 23 de juny de 1188 mort)
- Adelardo Cattaneo † (1188 - 1214 renuncià)
- Norandino † (13 d'octubre de 1214 - 22 de setembre de 1224 mort)
- Alberto † (1224 - 1 de març de 1225 deposat)
- Iacopo di Breganze † (1 de març de 1225 - 1254 mort)
- Gerardo Cossadoca † (4 d'agost de 1255 - 1259 mort)
- Manfredo Roberti † (15 de gener de 1260 - 3 de desembre de 1268 mort)
  - Aleardino † (1268 - 1268) (bisbe electe)
- Guido della Scala † (1268 - 1275 mort)
- Temidio, O.F.M. † (1275 - 7 de setembre de 1277 mort)
- Bartolomeo I della Scala, O.S.B. † (29 de novembre de 1277 - 8 de novembre de 1290 mort)
- Pietro I della Scala † (22 de gener de 1291 - 12 de setembre de 1295 mort)
- Buonincontro † (13 de desembre de 1295 - 14 de juny de 1298 mort)
- Teobaldo III, O.S.A. † (18 d'octubre de 1298 - 18 de novembre de 1331 mort)
- Niccolò di Villanova, O.S.B. † (10 de febrer de 1332 - 1336 mort)
- Bartolomeo della Scala † (1336 - 27 d'agost de 1338 mort)
  - Sede vacante (1338-1343)
- Matteo Riboldi † (27 de juny de 1343 - 1 de maig de 1348 mort)
- Pietro de Pino † (15 de juliol de 1348 - 27 de juliol de 1349 nomenat bisbe de Périgueux)
- Giovanni di Naso, O.P. † (27 de juliol de 1349 - 13 d'octubre de 1350 nomenat bisbe de Bolonya)
- Pietro della Scala, O.P. † (13 d'octubre de 1350 - 1387 nomenat bisbe de Lodi)
- Adelardo III † (1387 - de març de 1388 mort)
- Giacomo de Rossi † (21 d'abril de 1388 - 1406 nomenat bisbe de Luni)
- Angelo Barbarigo † (21 de setembre de 1406 - 1409 renuncià)
- Guido Memo † (29 de novembre de 1409 - 1438 mort)
- Francesco Condulmer † (20 d'octubre de 1438 - 5 d'octubre de 1453 mort)
- Ermolao Barbaro † (16 de novembre de 1453 - 12 de març de 1471 mort)
- Giovanni Michiel † (18 de març de 1471 - 1503 mort)
  - Marco Corner † (29 de novembre de 1503 - 24 de juliol de 1524 mort) (administrador apostòlic)
- Gian Matteo Giberti † (8 d'agost de 1524 - 30 de desembre de 1543 mort)
- Pietro Lippomano † (18 de febrer de 1544 - 9 d'agost de 1548 mort)
- Luigi Lippomano † (9 d'agost de 1548 - 20 de juliol de 1558 nomenat bisbe de Bèrgam)
- Agostino Lippomano † (20 de juliol de 1558 - 16 de juliol de 1560 mort)
- Girolamo Trevisani, O.P. † (15 de gener de 1561 - 10 de setembre de 1561 mort)
  - Bernardo Navagero † (15 de setembre de 1562 - 1565 renuncià) (administrador apostòlic)
- Agostino Valier † (15 de maig de 1565 - 23 de maig de 1606 mort)
- Alberto Valier † (23 de maig de 1606 - 1 de setembre de 1630 mort)
- Marco Giustiniani † (7 d'abril de 1631 - 23 d'abril de 1649 mort)
- Sebastiano Pisani I † (6 d'octubre de 1653 - 9 de desembre de 1668 renuncià)
- Sebastiano Pisani II † (10 de desembre de 1668 - 5 d'agost de 1690 mort)
- Pietro Lion † (26 de novembre de 1691 - 17 de desembre de 1697 mort)
- Gianfrancesco Barbarigo † (21 de juliol de 1698 - 9 de juliol de 1714 nomenat bisbe de Brescia)
- Marco Gradenigo † (19 de novembre de 1714 - 11 de juny de 1725 nomenat patriarca de Venècia)
- Francesco Trevisan † (23 de juliol de 1725 - 13 de desembre de 1732 mort)
- Giovanni Bragadin † (2 de març de 1733 - 27 de novembre de 1758 nomenat patriarca de Venècia)
- Nicolò Antonio Giustinian, O.S.B. † (12 de febrer de 1759 - 14 de desembre de 1772 nomenat bisbe de Pàdua)
- Giovanni Morosini, O.S.B. † (14 de desembre de 1772 - 18 d'agost de 1789 mort)
- Giovanni Andrea Avogadro † (29 de març de 1790 - 14 de novembre de 1805 renuncià)[7]
- Innocenzo Maria Lirutti, O.S.B. † (18 de setembre de 1807 - 11 d'agost de 1827 mort)
- Giuseppe Grasser † (15 de desembre de 1828 - 22 de novembre de 1839 mort)
- Giovanni Pietro Aurelio Mutti, O.S.B. † (14 de desembre de 1840 - 15 de març de 1852 nomenat patriarca de Venècia)
- Giuseppe Luigi Trevisanato † (15 de març de 1852 - 27 de setembre de 1852 nomenat arquebisbe d'Udine)
- Luigi Guglielmi † (27 de setembre de 1852 - 29 de gener de 1853 mort)
- Benedetto Riccabona de Reinchenfels † (7 d'abril de 1854 - 22 de març de 1861 nomenat bisbe de Trento)
- Luigi di Canossa † (30 de setembre de 1861 - 12 de març de 1900 mort)
- Bartolomeo Bacilieri † (12 de març de 1900 - 14 de febrer de 1923 mort)
- Girolamo Cardenal † (25 de maig de 1923 - 26 de desembre de 1954 mort)
- Giovanni Urbani † (14 d'abril de 1955 - 11 de novembre de 1958 nomenat patriarca de Venècia)
- Giuseppe Carraro † (15 de desembre de 1958 - 18 de maig de 1978 jubilat)
- Giuseppe Amari † (15 de març de 1978 - 30 de juny de 1992 jubilat)
- Attilio Nicora (30 de juny de 1992 - 18 de setembre de 1997 renuncià)
- Flavio Roberto Carraro, O.F.M.Cap. (25 de juliol de 1998 - 8 de maig de 2007 jubilat)
- Giuseppe Zenti, des del 8 de maig de 2007

## Estadístiques
A finals del 2010, la diòcesi tenia 843.229 batejats sobre una població de 923.830 persones, equivalent al 91,3% del total.
| any  | població | població | població | sacerdots | sacerdots       | sacerdots       | sacerdots             | diaques | religiosos | religiosos | parroquies |
| ---- | -------- | -------- | -------- | --------- | --------------- | --------------- | --------------------- | ------- | ---------- | ---------- | ---------- |
| any  | batejats | total    | %        | total     | clergat secular | clergat regular | batejats por sacerdot | diaques | homes      | dones      |            |
| 1950 | 645.159  | 645.402  | 100,0    | 915       | 679             | 236             | 705                   |         | 422        | 3.280      | 319        |
| 1970 | 713.513  | 717.613  | 99,4     | 1.195     | 714             | 481             | 597                   |         | 681        | 3.439      | 368        |
| 1980 | 757.337  | 778.330  | 97,3     | 1.155     | 695             | 460             | 655                   | 3       | 778        | 3.940      | 379        |
| 1990 | 771.500  | 799.829  | 96,5     | 1.190     | 720             | 470             | 648                   | 13      | 685        | 3.635      | 379        |
| 1999 | 758.000  | 787.668  | 96,2     | 1.173     | 735             | 438             | 646                   | 18      | 625        | 2.650      | 381        |
| 2000 | 750.000  | 828.279  | 90,5     | 1.115     | 715             | 400             | 672                   | 18      | 611        | 2.570      | 381        |
| 2001 | 750.000  | 829.000  | 90,5     | 1.091     | 691             | 400             | 687                   | 18      | 694        | 2.490      | 381        |
| 2002 | 785.000  | 845.926  | 92,8     | 1.095     | 695             | 400             | 716                   | 18      | 590        | 2.534      | 381        |
| 2003 | 778.000  | 837.948  | 92,8     | 1.080     | 700             | 380             | 720                   | 18      | 601        | 2.300      | 381        |
| 2004 | 775.000  | 845.021  | 91,7     | 1.059     | 689             | 370             | 731                   | 18      | 574        | 1.953      | 380        |
| 2010 | 843.229  | 923.830  | 91,3     | 996       | 649             | 347             | 846                   | 31      | 522        | 2.240      | 381        |